# Geelgroene meerkat
De geelgroene meerkat (Chlorocebus sabaeus)  is een primaat. De wetenschappelijke naam van de soort werd gepubliceerd door Linnaeus in 1766.

## Voorkomen
De soort komt voor in Benin, Burkina Faso, Ivoorkust, Gambia, Ghana, Guinea, Guinee-Bissau, Liberia, Mali, Senegal, Sierra Leone en Togo.

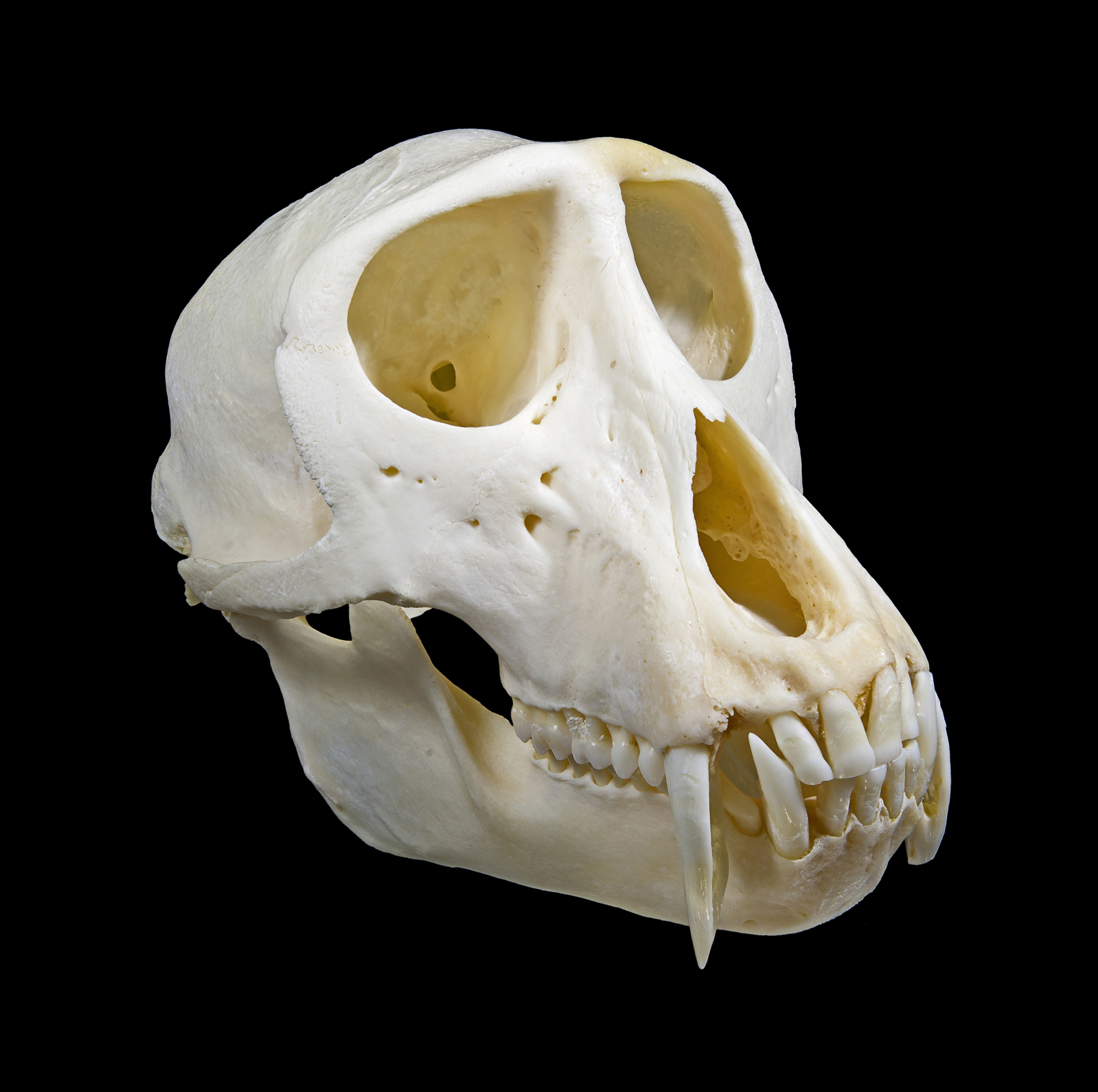
Schedel van een mannetje